# Isla Paqe
Isla Paqe (en albanés: Ishulli i Paqes que literalmente significa en español: "Isla de la Paz") es una pequeña isla situada en el lago Koman en el norte del país europeo de Albania. Se encuentra en uno de los ríos del lago. Isla de Paqe sólo tiene 160 metros de largo. El lago es pequeño, con muchos árboles en la parte superior de la misma. Hay muchas islas tanto en el lago Fierza, así como en el lago Koman en el norte de Albania, que son mucho más grandes y más pedregosas que Paqe con su suelo arenoso.